# Kometa typu Chirona
Kometa typu Chirona – kometa krótkookresowa, należąca do grupy komet o parametrach orbity podobnych do Chirona.
Według definicji Harolda F. Levisona i Martina J. Duncana są to komety, których półoś wielka jest większa niż półoś wielka Jowisza (a>aJowisza) oraz parametr Tisseranda jest większy od 3 (TJ>3). Nazwa komet typu Chirona pochodzi od 95P/Chirona, ciała zaliczanego zarówno do planetoid jak i do komet. Komety tego typu nie pochodzą od jednego wspólnego przodka.

## Przykłady
- 39P/Oterma
- 95P/Chiron
- 165P/LINEAR
- 166P/NEAT
- 167P/CINEOS